# Judi Trott
Judi Trott är en brittisk skådespelerska, född den 11 november 1962 i Plymouth, England. Trott studerade dans vid The Royal Ballet School i England och började sin karriär som balettdansös. Hon studerade senare till skådespelerska vid The London Studio Centre. Hon blev enormt känd i flera delar av världen under mitten av 1980-talet, då hon spelade Lady Marion i den populära brittiska Tv-serien Robin av Sherwood (1984-1986).